# 三潴県
三潴県（みづまけん）は、明治4年（1871年）に筑後国を管轄するために設置された県。管轄地域は、当初は現在の福岡県筑後地方、のちに佐賀県が合併された。

## 沿革
- 明治4年11月14日（1871年12月25日） - 第1次府県統合により久留米県、三池県、柳川県が統合され、筑後国に三潴県が発足。県庁は三潴郡榎津町（現在の大川市大字榎津）に設置されるが、まもなく三潴郡向島村字若津（現在の大川市大字向島字若津）に移転。
- 明治5年（1872年） - 県庁が御井郡両替町（現在の久留米市城南町。旧久留米城御使者屋）に移転。
- 1876年（明治9年）
  - 4月18日 - 第2次府県統合により佐賀県（第2次）を編入。
  - 8月21日 - 三潴県のうち旧佐賀県（第2次）が長崎県に、残部が福岡県に合併。同日三潴県廃止。

## 管轄地域
カッコ内は現在の地域名。肥前国は佐賀県（第2次）を合併した地域。
- 筑後国一円
  - 三潴郡（久留米市、柳川市、筑後市、大川市、三潴郡）
  - 御原郡（小郡市、三井郡）
  - 生葉郡（うきは市、八女市）
  - 竹野郡（久留米市、うきは市）
  - 山本郡（久留米市）
  - 御井郡（久留米市、三井郡）
  - 上妻郡（筑後市、八女市、八女郡）
  - 下妻郡（筑後市）
  - 山門郡（柳川市、みやま市）
  - 三池郡（大牟田市、みやま市）
- 肥前国
  - 基肄郡
  - 養父郡
  - 三根郡
  - 神埼郡
  - 佐賀郡
  - 小城郡
  - 杵島郡
  - 藤津郡
  - 松浦郡の一部（現在の東松浦郡、西松浦郡）

## 歴代知事
- 1871年（明治4年）11月14日 - 1873年（明治6年）7月23日 ： 参事・水原久雄（元岡山藩士）
- 1873年（明治6年）7月24日 - 1875年（明治8年）10月30日 ： 権令・岡村義昌（前兵庫県参事、元鶴舞藩士）
- 1875年（明治8年）10月30日 - 1876年（明治9年）8月21日 ： 権令・平川光伸（前度会県参事、元岡山藩士）